# Edward Bałakier

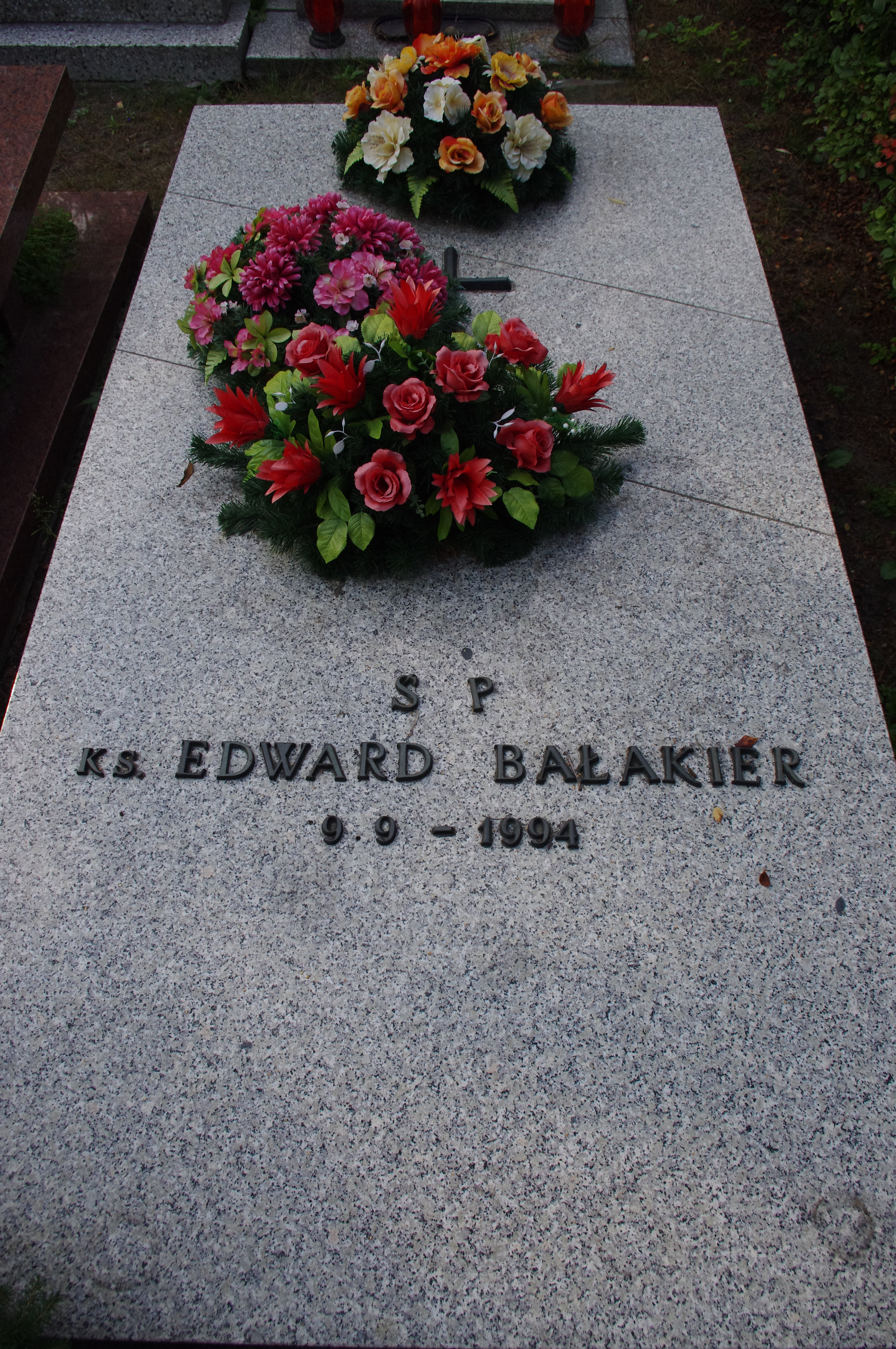
Grób ks. Edwarda Bałakiera na Cmentarzu Wojskowym na Powązkach

Edward Bałakier (ur. 21 stycznia 1919 w Racewie, zm. 1994 w Warszawie) – polski duchowny Kościoła Polskokatolickiego w RP, członek Zgromadzenia Kapłanów Mariawitów, wykładowca Chrześcijańskiej Akademii Teologicznej w Warszawie, autor i redaktor wielu prac z zakresu teologii i sakramentologii chrześcijańskiej, działacz społeczny i oświatowy.

## Życiorys
W latach 1938–1943 studiował teologię w Seminarium Duchownym Ojców Franciszkanów w Krakowie. W 1942 otrzymał święcenia kapłańskie. W latach 1943–1949 był kapłanem zakonu franciszkanów w Skarżysku Kamiennej, Kwidzynie i Darłowie. W 1949 przeszedł do Kościoła Polskokatolickiego; przez 10 kolejnych lat posługiwał w parafii w Wałbrzychu i parafii Miłosierdzia Bożego w Warszawie. Przez 15 lat był sekretarzem Społecznego Towarzystwa Polskich Katolików. W 1955 ukończył studia magisterskie w ChAT, a 1962 uzyskał doktorat z teologii na tejże uczelni.
Kawaler Orderu Odrodzenia Polski. Jest pochowany na Cmentarzu Wojskowym na Powązkach w Warszawie w kwaterze D-12-1. 

## Wybrane publikacje
- Sprawa Kościoła narodowego w Polsce XVI wieku (Wydawnictwo Literatury Religijnej, Warszawa 1962)
- Teologia moralna fundamentalna. Cz. 1 (1970)
- Katechizm Kościoła Polskokatolickiego (1979)
- Sakramentologia starokatolicka (Chrześcijańska Akademia Teologiczna w Warszawie, Warszawa 1980)[3]

## Poglądy
W wielu swoich pracach z troską odnosił się do instytucji Kościoła Polskokatolickiego, próbował nakreślać i utrwalać w swoich pracach program społeczno-narodowy tegoż kościoła. Pisał m.in.:
"Wielu księży którzy przeszli z Kościoła rzymskokatolickiego nie zna nauki i ducha Kościoła Narodowego. Są tacy, którzy boją się lub wstydzą się mówić o tych różnicach. Usiłujemy, jakże często podtrzymywać twierdzenie o naszym biskupim "pokrewieństwie" z kościołem rzymskokatolickim. Opowiadamy, że jesteśmy prawie identyczni z nimi z wyjątkiem wiary w prymat papieski i nieomylność. Zwłaszcza studenci, ale także księża przychodzący z Kościoła rzymskiego, nie potrafią jakoś wyrwać się z tego urzekającego sposobu myślenia. (...) Po co więc jesteśmy potrzebni, skoro nic nie wnosimy? Jak długo jeszcze będziemy rzymskokatolikami, w polskokatolickim wydaniu bez własnego oryginalnego, jasno określonego oblicza: doktrynalnego, moralnego, liturgicznego i ideologicznego? W obliczu tych uwag wydaje mi się, że należy:
1. Zunifikować doktrynę Polskiego Narodowego Kościoła Katolickiego i Kościoła Polskokatolickiego, by każdy kapłan głosił to samo w kraju, co i za oceanem.
2. Przystąpić do reformy liturgicznej mając jako podstawę to wszystko, co zostało wypracowane przez ks. bpa Franciszka Hodura. Należy opracować nową liturgikę mszy św. i liturgikę sprawowania Sakramentów. Musi być ona jak najbardziej różna od tej w kościele rzymskokatolickim.
3. Przygotowywać opracowania książeczki do nabożeństwa, śpiewnika i rytuału. Księgi te z których korzystamy nie są księgami Narodowymi, a rzymskokatolickimi.

Jeszcze raz pozwolę sobie podkreślić, że nie pozyskamy nowych wyznawców, jeżeli nie będziemy mieli nic nowego, oryginalnego do zaprezentowania im. Nie będziemy potrzebni, jeżeli nie wniesiemy nowych wartości."